# Book of Common Prayer
The Book of Common Prayer (Den almene bønnebog) er en grundlæggende alterbog i den anglikanske kirke. Dens første udgave afløste de katolske liturgiske forordninger. Den blev stadfæstet i 1549 og har siden gennemgået flere revisioner. 
Den indeholder tre hovedliturgier, nemlig Morning Prayer, Holy Communion og Evening Prayer. Den lægger vægt på bibellæsning, som man syntes der var for lidt af i den katolske tid hvor Bibelen var på latin og ikke på modersmålet.